# Semiothisa immaculata
Semiothisa immaculata là một loài bướm đêm trong họ Geometridae.